# Список глав государств в 89 году до н. э.
| 90 до н. э. ← Список глав государств по годам → 88 до н. э. |

## Азия
- Анурадхапура:
  - Датика, царь (90 до н. э. — 89 до н. э.)
  - Валагамба (Ваттагамани Абхайя), царь (103 до н. э., 89 до н. э. — 77 до н. э.)
- Армения Великая — Тигран II Великий, царь (95 до н. э. — 55 до н. э.)
- Вифиния — Никомед IV Филопатор, царь (94 до н. э. — 92 до н. э., 90 до н. э. — 74 до н. э.)
- Иберия — Аршак I, царь  (90 до н. э. — 78 до н. э.)
- Индо-греческое царство:
  - Архебий, царь (в Гандхаре и Пенджабе)  (90 до н. э. — 80 до н. э.)
  - Никий Сотер, царь (в Паропамисадах)  (ок. 90 до н. э. — ок. 85 до н. э.)
  - Гермей, царь (в Паропамисадах)  (ок. 90 до н. э. — ок. 70 до н. э.)
- Иудея — Александр Яннай, царь  (103 до н. э. — 76 до н. э.)
- Каппадокия — Ариобарзан I Филороман, царь (95 до н. э. — 63 до н. э./62 до н. э.)
- Китай (Династия Хань) — У-ди (Лю Чэ), император  (141 до н. э. — 87 до н. э.)
- Коммагена — Митридат I Калинник,  царь (109 до н. э. — 70 до н. э.)
- Корея:
  - Махан — Хьо, вождь (113 до н. э. — 73 до н. э.)
  - Пуё — Ковуру, тхандже (121 до н. э. — 86 до н. э.)
  - Пукпуё — Кодумак, тхандже (108 до н. э. — 60 до н. э.)
- Набатейское царство — Ободат I, царь (96 до н. э. — 85 до н. э.)
- Осроена — Абгар I, царь (94 до н. э. — 68 до н. э.)
- Парфия — Готарз I, царь (91 до н. э. — 87 до н. э./80 до н. э.)
- Понтийское царство — Митридат VI Евпатор, царь (120 до н. э. — 63 до н. э.)
- Сатавахана — Сатакарни II, махараджа (134 до н. э. — 78 до н. э.)
- Селевкидов государство (Сирия):
  - Филипп I Филадельф, царь (95 до н. э. — 83 до н. э.)
  - Антиох X Евсеб Филопатор, царь (95 до н. э. — 83 до н. э.)
  - Деметрий III Эвкер, царь (95 до н. э. — 88 до н. э.)
- Харакена — Тирей I,  царь (ок. 95 до н. э./94 до н. э. — ок. 90 до н. э./89 до н. э.)
- Хунну — Хулугу, шаньюй (96 до н. э. — 85 до н. э.)
- Шунга — Бхагабхадра, император (94 до н. э. — 83 до н. э.)
- Япония — Судзин, тэнно (император) (97 до н. э. — 29 до н. э.)

## Африка
- Египет:
  - Птолемей X Александр I, царь (107 до н. э. — 89 до н. э.)
  - Птолемей IX Сотер II, царь (116 до н. э. — 107 до н. э., 89 до н. э. — 81 до н. э.)
- Мавретания — Бокх I, царь (ок. 110 до н. э. — ок. 80 до н. э.)
- Нумидия — Гауда, царь (105 до н. э. — 88 до н. э.)

## Европа
- Боспорское царство — Митридат VI Евпатор, царь (109 до н. э. — 63 до н. э.)
- Ирландия — Конайре Великий, верховный король (110 до н. э. — 40 до н. э.)[1]
- Одрисское царство (Фракия) — Котис V, царь (120 до н. э. — 87 до н. э.)
- Римская республика:
  - Гней Помпей Страбон, консул (89 до н. э.)
  - Луций Порций Катон, консул (89 до н. э.)

## Галерея

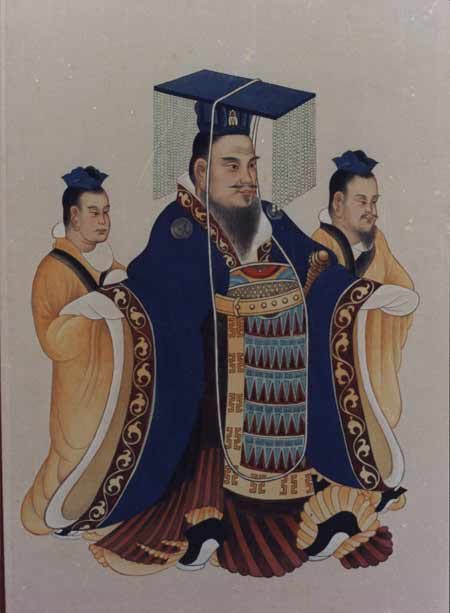
У-ди 141 до н.э.— 87 до н.э. Император Китая
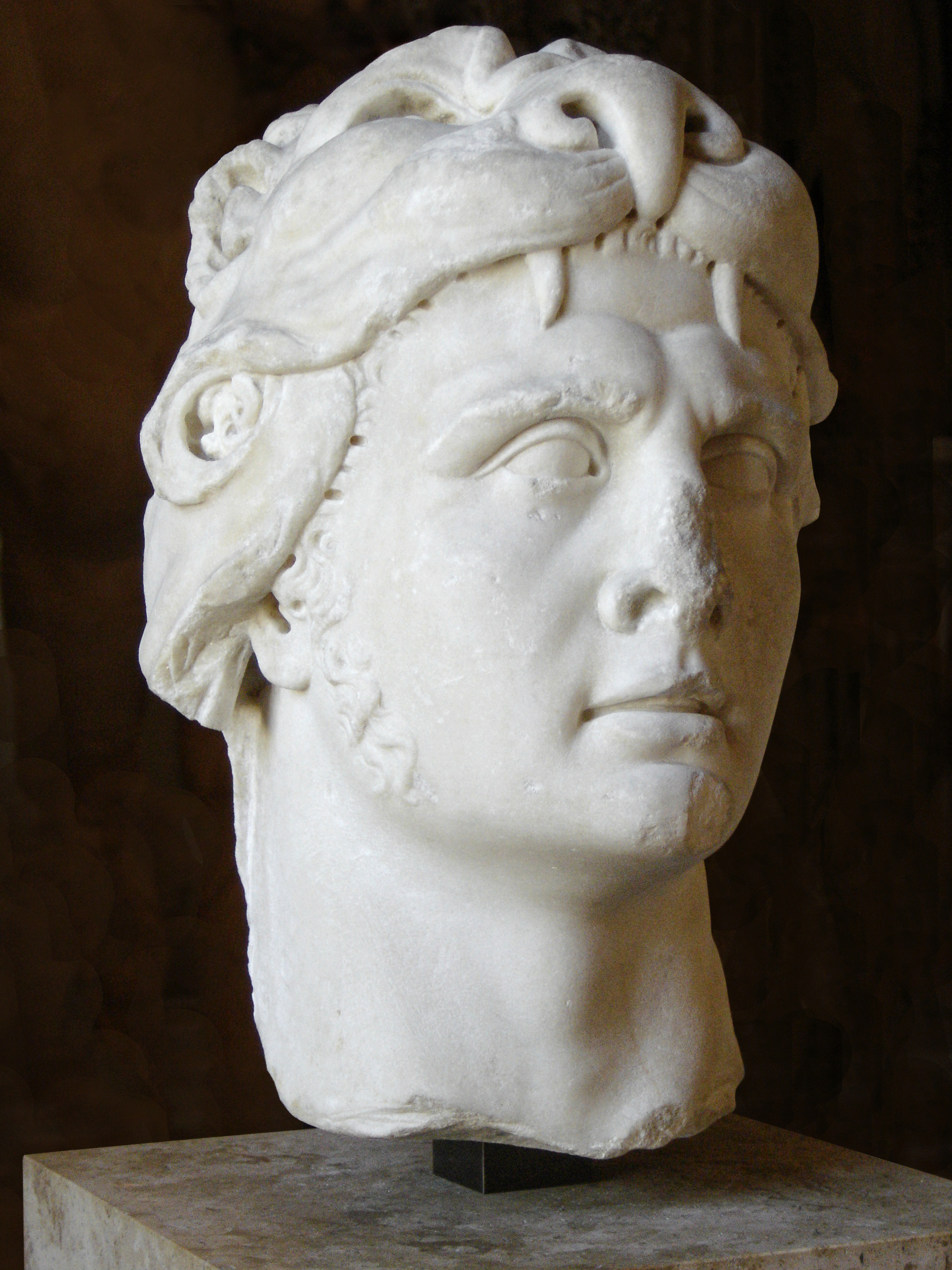
Митридат VI Евпатор 109 до н.э.— 63 до н.э. Царь Понта и Боспора
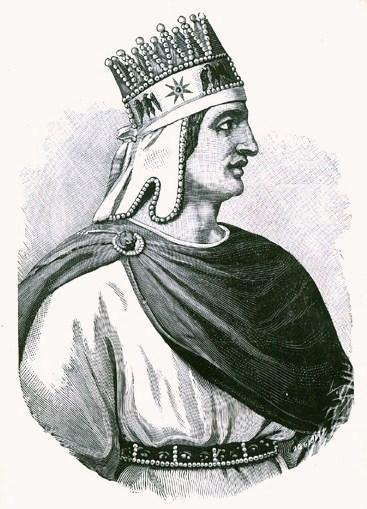
Тигран II Великий 95 до н.э.— 55 до н.э. Царь Армении
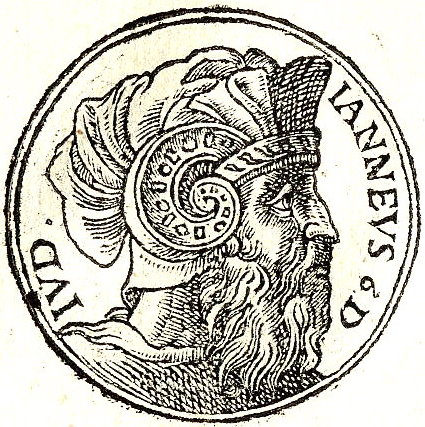
Александр Яннай 103 до н.э.— 76 до н.э. Царь Иудеи
Бокх I ок. 110 до н.э.— ок. 80 до н.э. Царь Мавретании
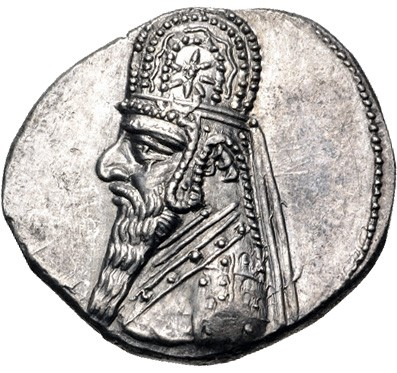
Готарз I 91 до н.э.— 87/80 до н.э. Царь Парфии
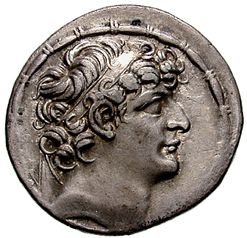
Филипп I Филадельф 95 до н.э.— 83 до н.э. Царь Сирии
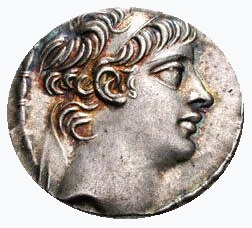
Антиох X Евсеб Филопатор 95 до н.э.— 83 до н.э. Царь Сирии
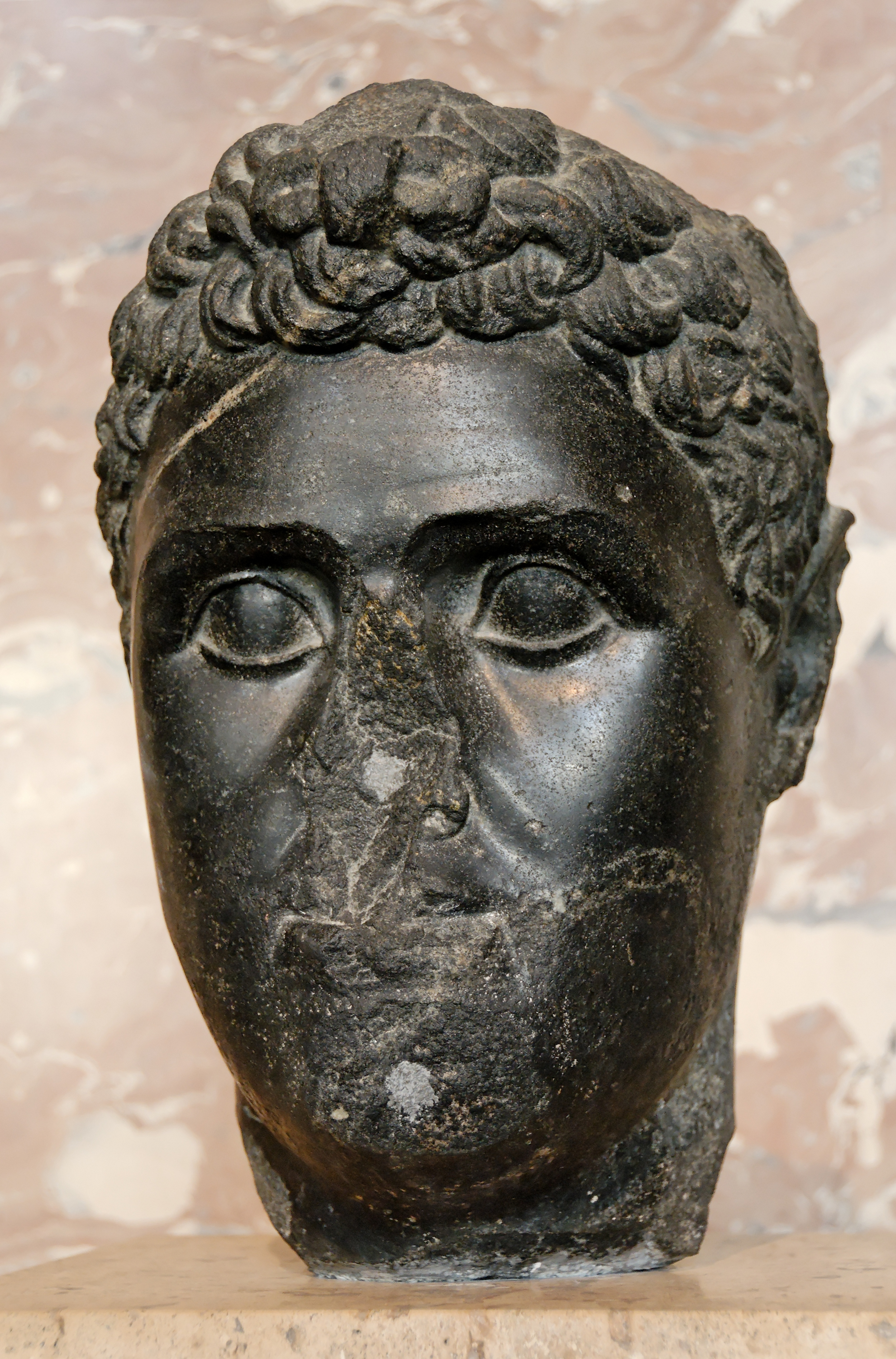
Птолемей X Александр II 107 до н.э.— 89 до н.э. Царь Египта
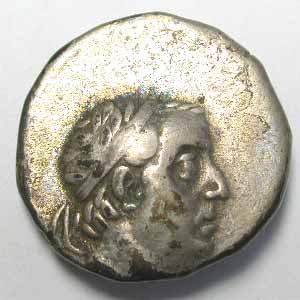
Ариобарзан I Филороман 95 до н.э.—63/62 до н.э. Царь Каппадокии
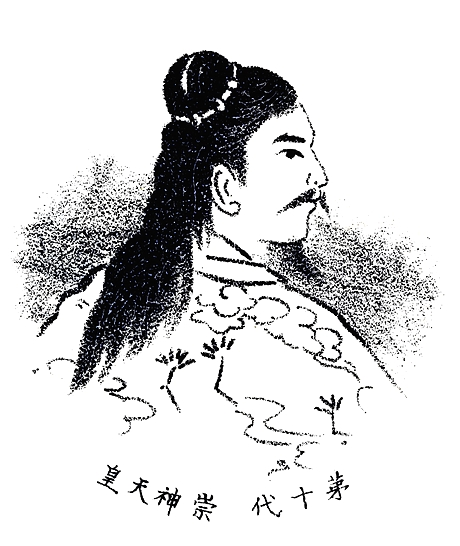
Судзин 97 до н.э.—29 до н.э. Император Японии